# Welzijnswet (België)
De Welzijnswet, officieel de Wet betreffende het welzijn van de werknemers bij de uitvoering van hun werk, is de basiswet waarop de Belgische Codex over het welzijn op het werk is gebaseerd.

## Geschiedenis
De Veiligheidswet, die de basis vormde voor het Algemeen Reglement voor de Arbeidsbescherming, was verouderd door de Europese kaderrichtlijn 89/391/EEG. Zij  diende op 4 gebieden te worden aangepast:
- de uitbreiding van het toepassingsgebied;
- de multidisciplinaire aanpak van de diensten;
- de deelname van de werknemers aan het in de onderneming gevoerde beleid;
- een betere juridische omkadering van werk in onderaanneming.

Op 4 augustus 1996 trad de Welzijnswet dan ook invoege als opvolger van de Veiligheidswet.

## Verschilpunten met de Veiligheidswet

### Terminologie
Het begrip welzijn wordt gebruikt in plaats van het vroegere veiligheid en gezondheid. Welzijn is veel ruimer en omvat de volgende gebieden:
- de arbeidsveiligheid
- de bescherming van de gezondheid van de werknemers op het werk
- de psycho-sociale belasting veroorzaakt door het werk, waaronder inzonderheid geweld, pesterijen en ongewenst seksueel gedrag op het werk.
- de ergonomie
- de arbeidshygiëne
- de verfraaiing van de werkplaatsen
- de maatregelen inzake leefmilieu wat betreft hun invloed op de bovenstaande aspecten.

### Gebiedsomschrijving
Het is niet meer voldoende om enkel veiligheid en gezondheid te behandelen maar de toestand van de werknemer in zijn totaliteit wordt behandeld.

### Uitbreiding toepassing
De wet geldt ook voor leerlingen die een studierichting volgen met een vorm van arbeid in de onderwijsinstelling en voor zelfstandigen die als derde werken in een onderneming. Hier moeten de verplichtingen contractueel geregeld worden. Ook familie-ondernemingen zijn niet meer uitgesloten.

### Tijdelijke en mobiele werkplaatsen
De verhoudingen tussen de verscheidene betrokkenen bij het tot stand komen van een bouwwerk worden geregeld. Er dient een coördinator veiligheid en gezondheid aangeduid te worden, er dient een veiligheids- en gezondheidsplan te worden opgesteld.

### Diensten voor Preventie en Bescherming
In de Welzijnswet wordt er een onderscheid gemaakt tussen Interne Dienst voor Preventie en Bescherming op het Werk en Externe Dienst voor Preventie en Bescherming op het Werk. Bestaande diensten veiligheid en arbeidsgeneeskundige diensten binnen een bedrijf worden omgevormd tot één enkele interne dienst. Verder kunnen erkende externe diensten opgericht worden waar naast de cel arbeidsgeneeskunde ook een cel risicobeheer dienen opgericht te worden om een multidisciplinaire werking te bekomen.

### Strafsancties
Er worden nieuwe categorieën van personen strafbaar gesteld zoals opdrachtgevers van bouwwerken, aannemers, zelfstandigen en verantwoordelijken van externe diensten.

## Structuur
De Welzijnswet bevat de in totaal 15 hoofdstukken:
- Hoofdstuk I : Toepassingsgebied en definities
- Hoofdstuk II: Algemene beginselen
- Hoofdstuk IIbis: Specifieke bepalingen betreffende ondernemingen met bepaalde risicovolleactiviteiten
- Hoofdstuk III: Bijzondere bepalingen betreffende tewerkstelling op eenzelfde arbeidsplaats
- Hoofdstuk IV: Bijzondere bepalingen betreffende werkzaamheden van ondernemingen van buitenaf
- Hoofdstuk V: Bijzondere bepalingen betreffende de tijdelijke of mobiele bouwplaatsen
- Hoofdstuk Vbis: Bijzondere bepalingen betreffende geweld, pesterijen en ongewenst seksueel gedrag op het werk
- Hoofdstuk VI: Preventie- en beschermingsdiensten
- Hoofdstuk VII: De Hoge Raad voor Preventie en Bescherming op het Werk
- Hoofdstuk VIII: Het Comité voor Preventie en Bescherming op het Werk
- Hoofdstuk IX: Aan de organen gemeenschappelijke bepalingen
- Hoofdstuk X: Beroep bij de arbeidsrechtbanken
- Hoofdstuk XI: Toezicht en strafbepalingen
- Hoofdstuk XIbis: Maatregelen om de herhaling van ernstige ongevallen te voorkomen
- Hoofdstuk XII: Slotbepalingen